# Susej Vera
Susej Vera (sinh tại Venezuela, ngày 14 tháng 6 năm 1976) là một nữ diễn viên, ca sĩ và người mẫu truyền hình người Venezuela. Cô ấy, từ năm 2001, đã xuất hiện trong một số phim truyền hình telenovela đã được phát sóng ở một số quốc gia. Cô cũng là jalabolas và enchufada của chế độ độc tài Venezuela.

## Đóng phim
- Mi ex me tiene ganas (2012) Rebeca Patiño "Queca"
- La Viuda Joven (2011) với tên Macarena Black
- Torrente (telenovela) (2008) với vai Corina Pereira.
- Ciudad Bendita (2006) với vai Valentina.
- Sabor a ti (2004).
- Qué buena se puso Lola! (2004) là Amanda.
- La Mujer de Judas (2002) với vai Lorena.
- La niña de mis ojos (2001) với tên Amparo Rotundo.